# Suba Calle 95 (estación)
La estación sencilla Suba Calle 95, hace parte del sistema de transporte masivo de Bogotá llamado TransMilenio inaugurado en el año 2000.

## Ubicación
La estación está ubicada en el noroccidente de la ciudad, más específicamente en la Avenida Suba entre calles 94C y 97. Se accede a ella por la Calle 94C.
Atiende la demanda de los barrios La Castellana, Rionegro y sus alrededores.
En las cercanías están el Teatro Nacional La Castellana, los laboratorios Pfizer, el Instituto Educativo Distrital Domingo Faustino Sarmiento y la Iglesia El Lugar de Su Presencia.

## Origen del nombre
La estación recibe su nombre por encontrarse en la Avenida Suba, y en cercanía de la Calle 95, por donde se accede a los vagones. Cabe decir que la Calle 95 cambia de nomenclatura en este punto a Calle 94C.

## Historia
El 29 de abril de 2006 fue inaugurada la troncal de la Avenida Suba, que hace parte de la fase dos del sistema TransMilenio.

## Servicios de la estación

### Servicios troncales
| Tipo                                        | Rutas al Norte | Rutas al Sur |
| ------------------------------------------- | -------------- | ------------ |
| Ruta fácil                                  | 7              | 7            |
| Expresos todos los días todo el día         | C25            | L25          |
| Expresos lunes a sábado todo el día         | C19            | F19          |
| Expresos lunes a viernes todo el día        | C17            | H17          |
| Expresos sábados de 4:00 a. m. a 3:00 p. m. | C17            | H17          |

### Esquema
| ← Norte |         |          |
| C19C25  | 7C17    | Calle 95 |
| Vagón 2 | Vagón 1 |          |
| F19L25  | 7H17    | Calle 95 |
| Sur →   |         |          |

### Servicios urbanos
Así mismo funcionan las siguientes rutas urbanas del SITP en los costados externos a la estación, circulando por los carriles de tráfico mixto sobre la Avenida Suba, con posibilidad de trasbordo usando la tarjeta TuLlave:
| Código | Sector                     | Dirección         | Rutas |
| ------ | -------------------------- | ----------------- | ----- |
| 402A00 | C Estación Suba - Calle 95 | Av. Suba - CL 94C | 599   |
| 214A03 | D Estación Suba - Calle 95 | AK 55 - CL 94C    | 599   |

## Ubicación geográfica
| Noroeste: Barrios Unidos | Norte: C Av. Suba - Calle 100 | Nordeste: Barrios Unidos |
| Oeste: Barrios Unidos    |                               | Este: E La Castellana    |
| Suroeste: Barrios Unidos | Sur: C Rionegro               | Sureste: Barrios Unidos  |